# مسجد موتي
مسجد موتي أو مسجد اللؤلؤ هو مسجد جامع يقع في لاهور بالباكستان. يعود بنائه إلى القرن السابع عشر ويقع داخل حصن لاهور إنها بناية رخامية صغيرة بيضاء بناه سلطان مغول الهند جهانكير يقع المسجد على الجانب الغربي من حصن لاهور، أقرب إلى بوابة عالمكير، المدخل الرئيسي.